# Costa Danco

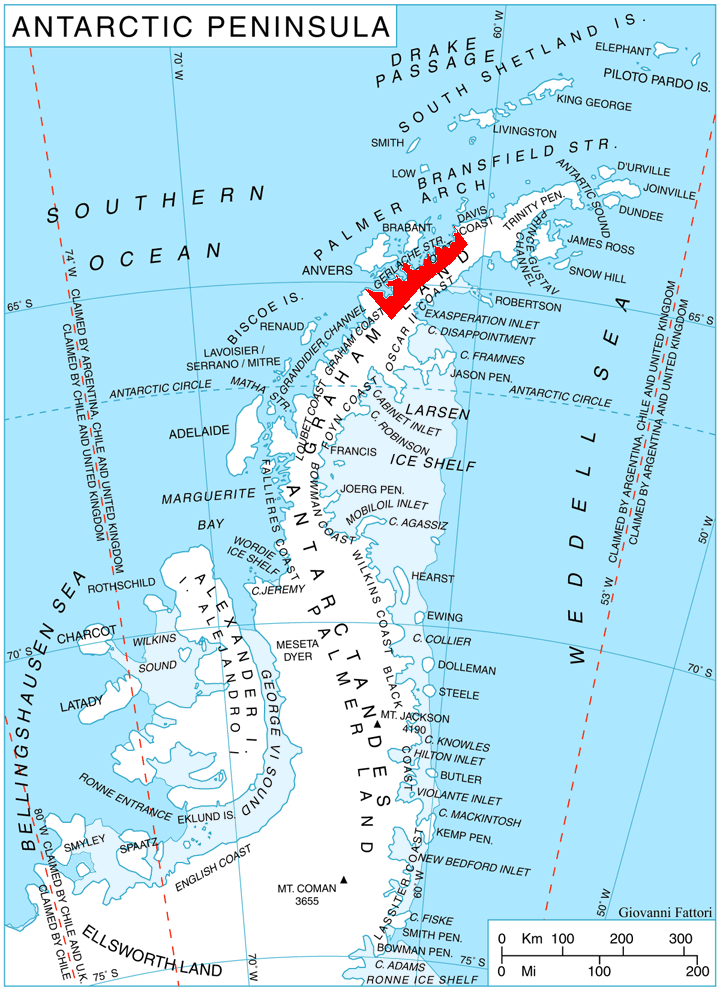
Localización de la costa Danco.

La costa Danco o costa de Danco (del inglés: Danco Coast) es la porción de la costa noroeste de la península Antártica (Tierra de Graham), entre el cabo Sterneck (o Herschel) (64°04′S 61°2′O / -64.067, -61.033) (límite con la Costa Davis) y el cabo Renard (65°01′S 63°47′O / -65.017, -63.783), que la separa de la Costa de Graham. Se ubica frente al archipiélago Palmer, de la cual la separa el estrecho de Gerlache. Los Antartandes separan a la Costa Danco de las costas ubicadas del lado oriental de la península Antártica: la Costa Nordenskjold y la Costa Oscar II.
La Expedición Antártica Belga al mando del teniente Adrien de Gerlache exploró esta costa entre enero y febrero de 1898, dándole el nombre de Danco en recuerdo del teniente Emile Danco, fallecido durante la expedición. 
La bahía Paraíso es uno de los principales puertos naturales que utilizan los barcos turísticos para llegar al continente. En la punta Proa de la península Sanavirón (península Coughtrey o Aldunate) de la bahía Paraíso se halla la base argentina Brown, que opera durante temporada estival. Fue inaugurada el 6 de abril de 1951. En punta Beatriz de la península de Sanavirón, cerca de la base, se halla el Refugio Naval Conscripto Ortiz, inaugurado el 29 de enero de 1956 por la Armada Argentina.

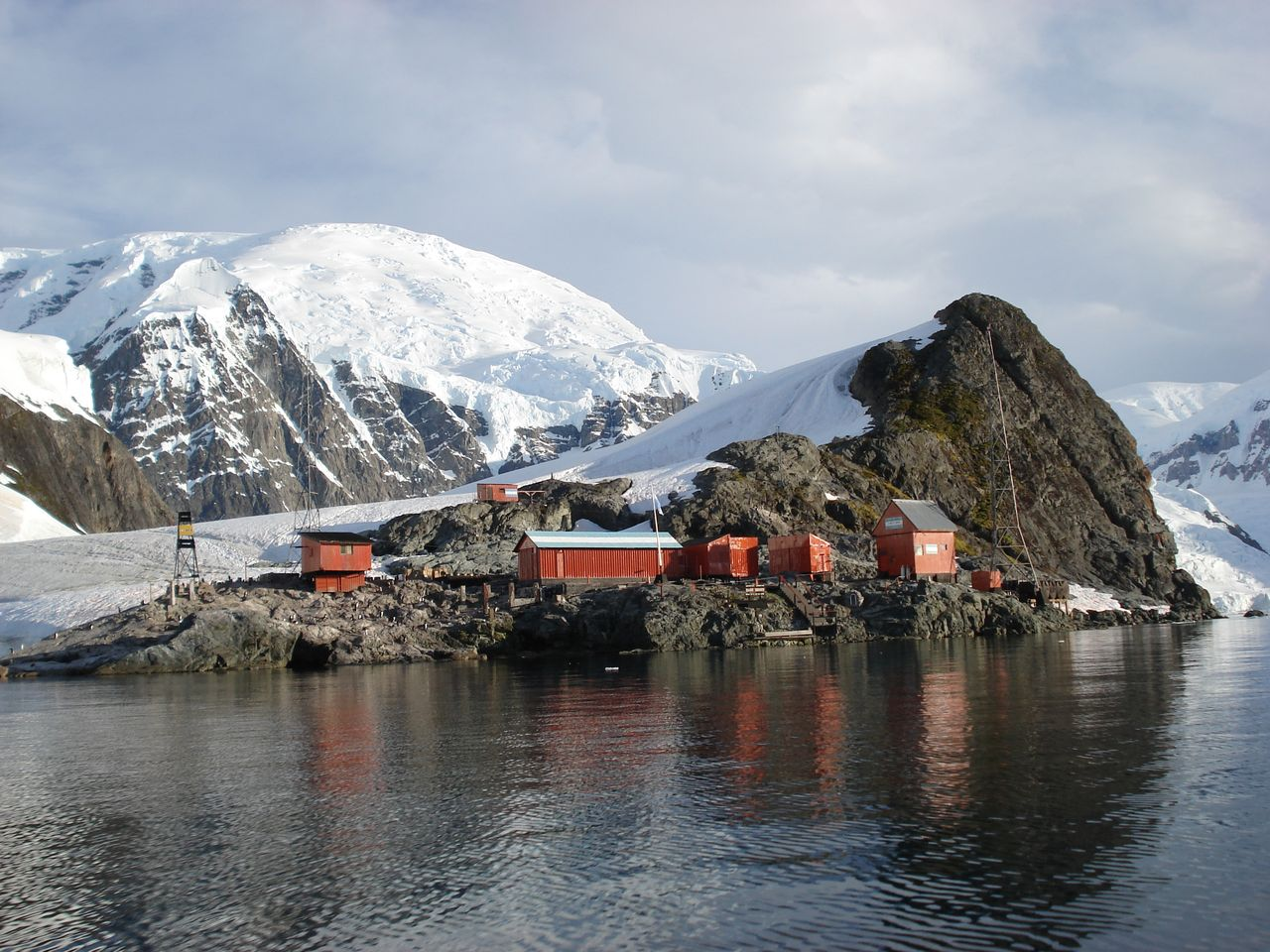
Vista de la Base Brown en la Costa Danco.

 En Puerto Neko de la bahía Andvord el 4 de abril de 1949 fue inaugurado, junto con la Estación de Salvamento y Observatorio Pingüino, el Refugio Neko de Argentina, hoy llamado Refugio Naval Capitán Fliess.
La Base Primavera, de operación estival, fue inaugurada por Argentina en el cabo Primavera, caleta Cierva, el 3 de marzo de 1977 sobre la base del Refugio Naval Capitán Cobbett, que la Armada Argentina había inaugurado el 23 de enero de 1954. En la isla Bryde (o islote Ricardo) de la Costa Danco se halla el Refugio Naval Bryde, inaugurado por la Armada Argentina el 12 de noviembre de 1953.
También en la bahía Paraíso se halla la Base Presidente Gabriel González Videla de Chile, inaugurada el 12 de marzo de 1951, y de uso esporádico. El Refugio Doctor Guillermo Mann fue inaugurado por Chile el 15 de enero de 1973 en punta Spring de la bahía Hughes en la Costa Danco.
En la adyacente isla Danco sobre el canal Errera se halla la Base O del Reino Unido, inaugurada el 26 de febrero de 1956, manteniéndose ocupada hasta el 22 de febrero de 1959. El Refugio Cape Reclus fue desmantelado por el Reino Unido el 1 de abril de 1997.

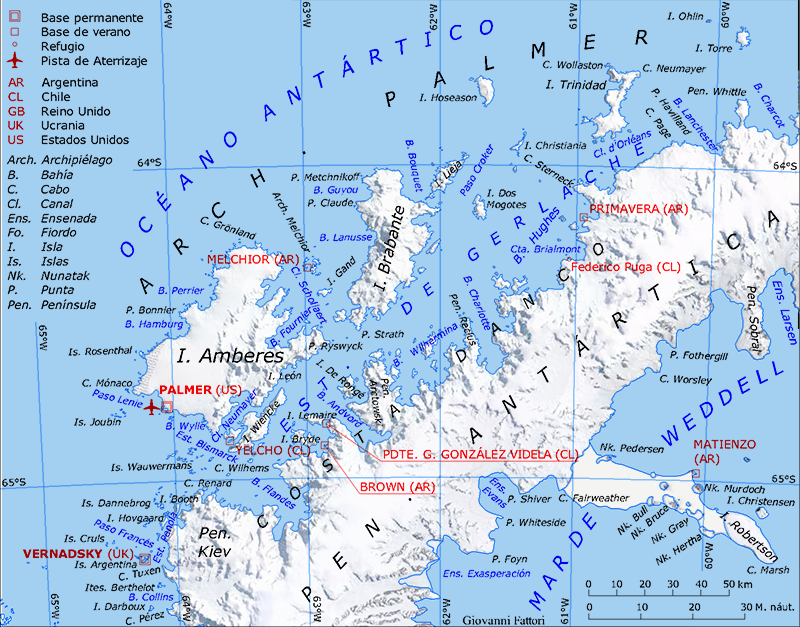
Mapa del sector de la costa Danco. Base cartográfica: Antarctic Digital Database http://www.add.scar.org/

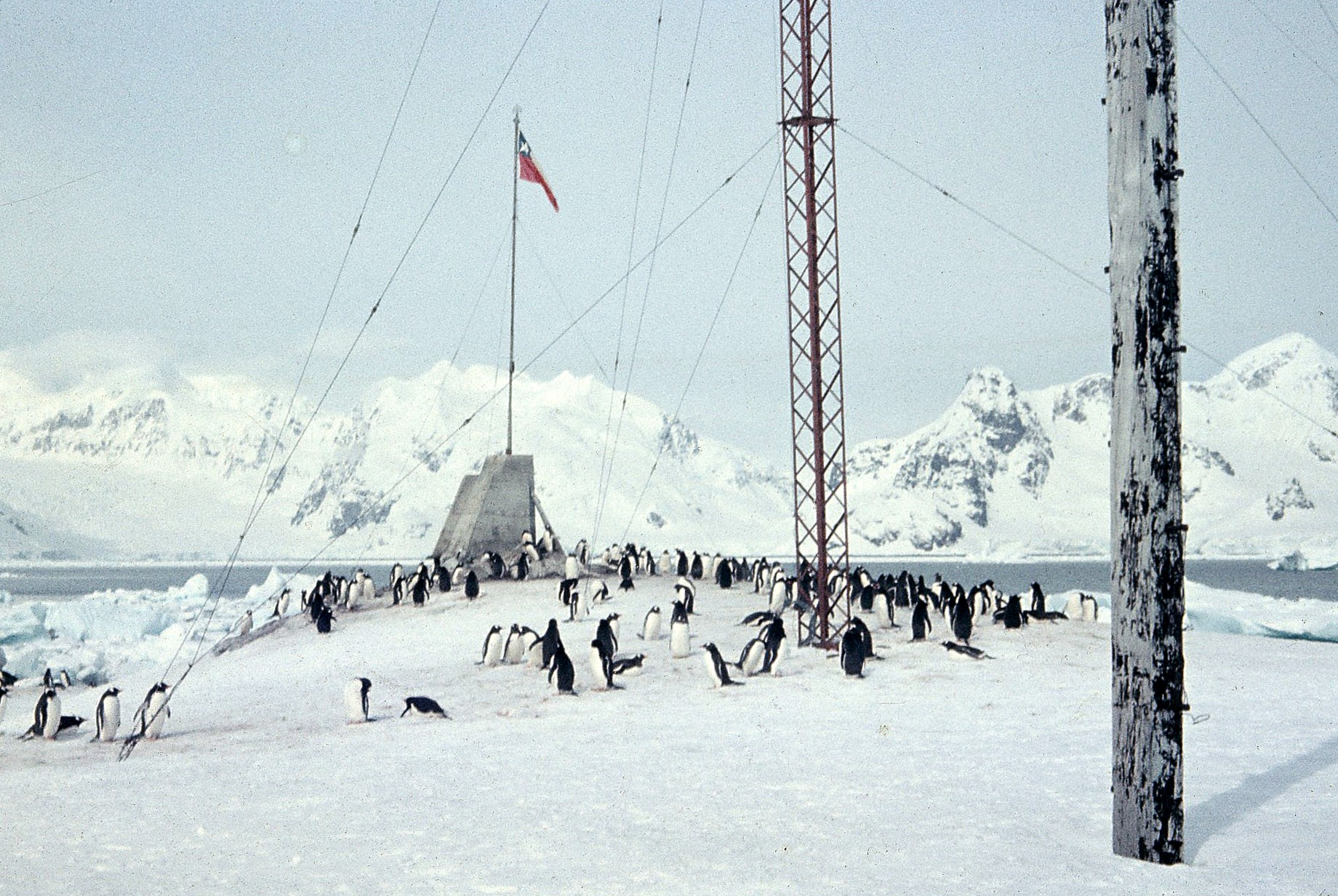
Pingüinos alrededor de la Base Presidente Gabriel González Videla en 1957.

En la costa se halla el monte Zeppelin tiene 1.265 m s. n. m. Otros accidentes geográficos de la Costa Danco son: las bahías Charlotte y Hughes y la península Pefaur (Ventimiglia).

## Reclamaciones territoriales
Argentina incluye a la costa Danco en el departamento Antártida Argentina dentro de la provincia de Tierra del Fuego, Antártida e Islas del Atlántico Sur; para Chile forma parte de la comuna Antártica de la provincia Antártica Chilena dentro de la Región de Magallanes y de la Antártica Chilena; y para el Reino Unido integra el Territorio Antártico Británico. Las tres reclamaciones están restringidas por los términos del Tratado Antártico.
Nomenclatura de los países reclamantes:
- Argentina: costa Danco
- Chile: Costa de Danco
- Reino Unido: Danco Coast